# Cultura do Nepal

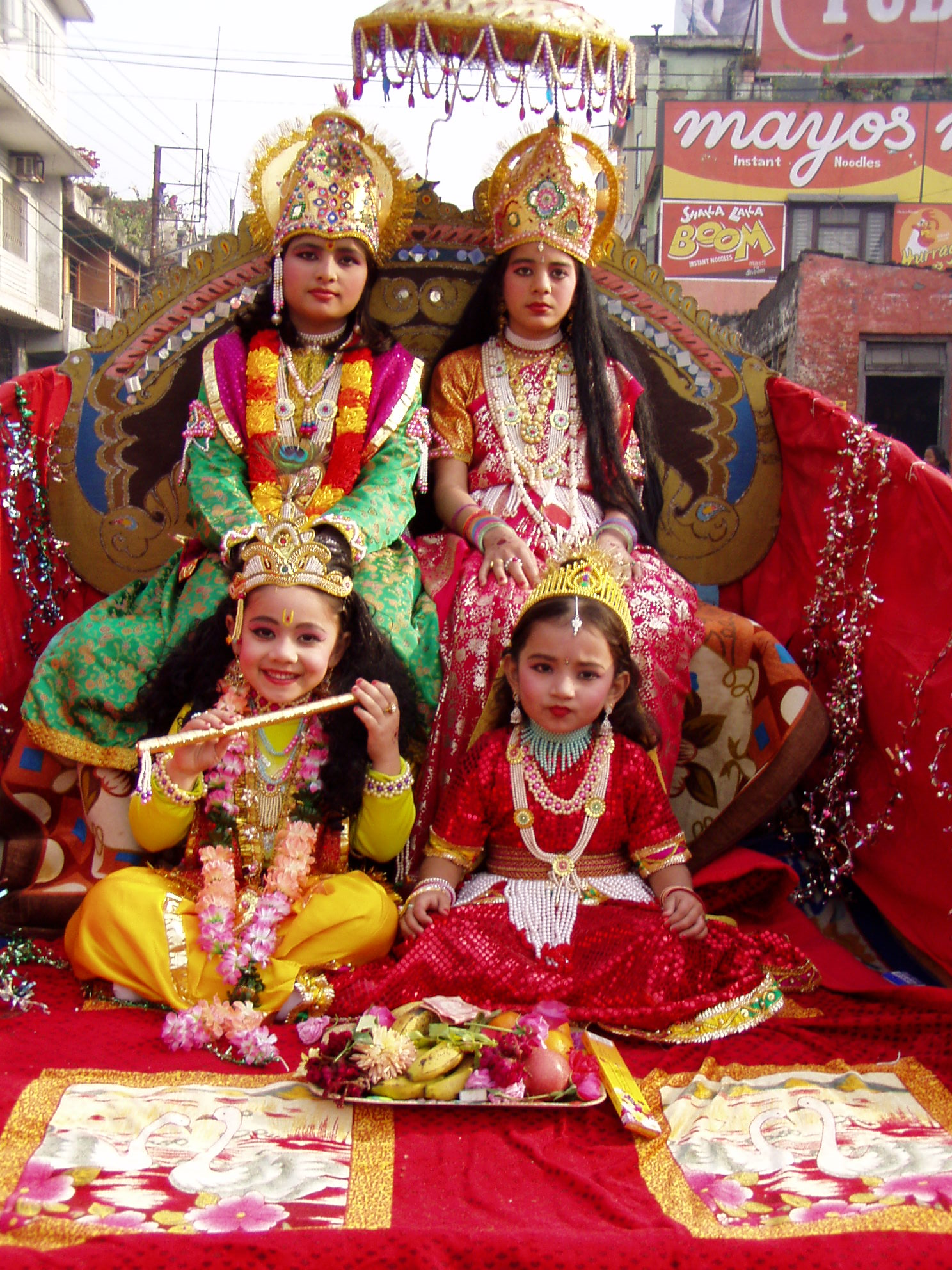
Meninas hinduístas vestidas com roupas típicas durante celebração religiosa. As meninas mais ao alto estão representando os deuses Krishna e Radha e as duas mais abaixo os deuses Vishnu e Laxmi.

A cultura nepalesa é muito diversa, refletindo as diferentes origens étnicas de seu povo. Porém, como cerca de 80% da população é hinduísta, a cultura nepalesa reflete costumes, crenças e tradições hindus. Entretanto, a influência do budismo, professado por cerca de 10% da população, é grande. As duas religiões coexistem e ritos hinduístas e budistas que acompanham o nascimento, o casamento e a morte sempre são praticados.
O folclore é uma parte integrante da sociedade nepalesa. Contos folclóricos estão enraizadas na realidade do dia a dia, contos de amor, afetividade e batalhas, bem como demônios e fantasmas refletem o estilo de vida local, bem como suas culturas e crenças. Muitos contos folclóricos nepaleses são contados mediante a integração de dança e música.

## Calendário
O ano nepalense começa em meados de abril e está dividido em 12 meses. Sábado é um dia oficial de descanso. Dentre os feriados nacionais, estão o Dia Nacional, a comemoração do aniversário do rei (28 de dezembro), o Prithvi Jayanti (11 de janeiro), Dia do Mártir (18 de fevereiro), e uma mistura de festivais hindus e budistas, tais como o festival dashain no outono, e o tihar no final do outono. Durante o tihar, o comunidade Newar também comemora o seu ano-novo por seu calendário local, Nepal Sambat.

## Culinária

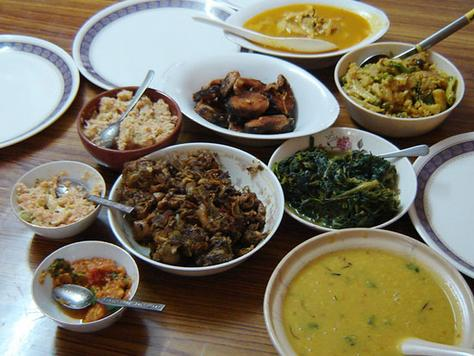
Culinária tradicional

Como os hinduístas são vegetarianos em sua maioria, a culinária nepalesa, assim como a indiana, reflete uma dieta vegetariana. Uma típica refeição nepalesa é o dal-bhat-tarkari. O dal é uma sopa de lentilha, servida sobre o bhat, uma tigela redonda, com o tarkari, vegetais cortados, junto com picles (achar) ou condimentos picantes (chutni).

## Moradias típicas
A maior parte das casas na área rural do Nepal são constituídos com uma estrutura de bambu muito resistente e paredes recobertas de barro e uma mistura com esterco de vaca. Este tipo de habitação permanece fresca no Verão e mantem o calor no inverno. As casas nas colinas são normalmente feitas de tijolo cru com thatch, telhado de telha. Em altas altitudes, as construções mudam para alvenaria e pedra ardósia pode ser utilizada nos telhados.

## Osnewari
Os newaris ou newars, um povo indígena originário do Vale de Catmandu, exercem grande influência sobre a cultura nepalesa. A música típica newari é constituída principalmente instrumentos de percussão, apesar de instrumentos de sopro, tais como flautas e outros similares, também serem utilizados. Entretanto, instrumentos de corda são muito raros. Existem canções relativas a determinadas épocas do ano e festivais. Existem determinados instrumentos musicais, como Dhimay e Bhusya, que são reproduzidos apenas de forma instrumental e não são acompanhados de vocal. Também há muitas canções folclóricas conhecidas como geet e lok lok dohari.